# Anthony Bamford, Baron Bamford
Anthony Paul Bamford, Baron Bamford (* 23. Oktober 1945 in Staffordshire) ist ein britischer Unternehmer, Wirtschaftsmanager und Politiker der Conservative Party. Seit Oktober 2013 ist er als Life Peer Mitglied des House of Lords. Bamford ist ein vehementer Verfechter eines harten Brexits und gilt als einer der wesentlichen politisch-wirtschaftlichen Strategen hinter dem Prozess.

## Leben
Bamford wurde als Sohn des Unternehmers Joseph Cyril Bamford (1916–2001) geboren. Sein Vater war Inhaber und Vorstandsvorsitzender (Chairman) von JCB, einem britischen Hersteller von Land- und Baumaschinen. Er besuchte das Ampleforth College, eine von Benediktinermönchen geführte koedukative Internatsschule in Ampleforth in North Yorkshire. Anschließend absolvierte ein Studium an der Universität Grenoble und eine Fachausbildung im Bereich Ingenieurwesen (Engineering) bei dem Landmaschinenhersteller Massey Ferguson in Frankreich. 
1964 trat er als Verkäufer in das Unternehmen seines Vaters ein. Ende der 1960er/Anfang der 1970er Jahre stieg er, im Zuge einer verstärkten Exportoffensive, in das Management von JCB auf. 1975 übernahm er, im Alter von 30 Jahren, die Unternehmensleitung von seinem Vater, der in den Ruhestand getreten war. Er ist seither Chairman und Managing Director of JCB. Bamford baute JCB zu einem internationalen Konzern auf, setzte jedoch weiterhin auf die Fertigung von Maschinenteilen in Großbritannien. 1978 eröffnete er in Wales eine Fabrik für Radachsen als In-House-Standort des Unternehmens. 1979 verantwortete Bamford die Expansion des Unternehmens nach Indien. JCB beschäftigt mittlerweile über 3.000 Mitarbeiter in Indien; das Land stellt den größten Einzelmarkt des Unternehmens dar. Weitere Unternehmensstandorte gründete Bamford in Brasilien, den Vereinigten Staaten und der Volksrepublik China. Bamford setzte sich, trotz Internationalisierung und Globalisierung der Märkte, immer wieder entschieden für den Produktionsstandort Großbritannien ein; 2012 wurde ein Kommissionsbericht zu diesem Thema, den Bamford vorgelegt hatte, direkt an Premierminister David Cameron übergeben.
Im August 2006 erklärte Bamford sein Interesse am Kauf von Jaguar Cars; er trat jedoch davon zurück, als er erfuhr, dass der Verkauf auch die Marke Land Rover umfassen würde, die er nicht kaufen wollte.
Bamford gilt als einer der reichsten Männer in Großbritannien. Im April 2012 wurde sein Vermögen auf 3,1 Milliarden Pfund geschätzt.

## Politik
Bamford gehört zu den Hauptunterstützern und finanziellen Sponsoren der Conservative Party. Seit 2001 spendeten Bamford und seine Familie fast 14 Millionen Pfund an politische Entscheidungsträger und Organisationen. Er unterstützte die euroskeptische Leadership-Kampagne von Iain Duncan Smith (2001), David Davis (2005) und Boris Johnson (2019). Neben einzelnen Personen unterstützte er Pro-Brexit Gruppen bis zum Referendum 2016 mit 1,3 Millionen Pfund.
Vor den Britischen Unterhauswahlen 2010 machte er eine Parteispende von 1 Million Pfund an die Conservative Party. 2010 wurde er von David Cameron für die Erhebung zum Life Peer vorgeschlagen. Die kurz zuvor erfolgten Parteispenden sprachen jedoch gegen ihn. Bamford zog daraufhin seine Nominierung selbst zurück.
Bamford ist außerdem ein enger Freund von Tony Blair und König Charles. Blair nutzte u. a. eine Villa auf Barbados, die Bamford gehört, privat.
Der JCB-Vorstandsvorsitzende Bamford ist ein vehementer Verfechter eines harten Brexits und gilt als einer der wesentlichen politisch-wirtschaftlichen Strategen hinter dem Prozess. Der Austritt des Vereinigten Königreichs ohne Kooperationsvereinbarungen mit der EU führt zu einer für seine Firma vorteilhaften Deregulierung, dem Wegfall von Vorschriften und einer für seine Firma vorteilhaften marktliberalen Steuergesetzgebung. Bamford spendete mehrere Millionen Pfund an Boris Johnson und dessen Vote Leave-Kampagne.
Boris Johnson nutzte immer wieder Maschinen von JCB, um öffentlichkeitswirksam Polystrol-Wände einzureißen und für „Get Brexit done“ zu werben.

### Mitgliedschaft im House of Lords
Am 1. August 2013 wurde bekanntgegeben, dass Bamford als „Working Peer“ zum Life Peer ernannt und für die Conservative Party Mitglied des House of Lords werden solle. Am 3. Oktober 2013 wurde er mit dem Titel Baron Bamford, of Daylesford in the County of Gloucestershire and of Wootton in the County of Staffordshire, zum Life Peer erhoben, und wurde dadurch Mitglied des House of Lords. Seine feierliche Einführung ins House of Lords erfolgte am 7. November 2013, mit Unterstützung von Norman Tebbit, Baron Tebbit, und Andrew Lloyd Webber, Baron Lloyd-Webber.

## Ehrungen und Privates
1990 wurde Bamford zum Knight Bachelor erhoben. Bamford ist seit 1974 mit der britischen Unternehmerin und Geschäftsfrau Carole Bamford, OBE (* 1946) verheiratet. Aus der Ehe gingen drei Kinder hervor, zwei Söhne und eine Tochter.
Bamford ist ein bekannter Sammler von alten, frühen Modellen von Ferraris; er besitzt zwei Ferrari 250 GTO. Bamford war auch Eigentümer eines aus dem Jahr 1954 stammenden Mercedes-Benz W196-Rennwagens, der von dem argentinischen Rennpiloten Juan Manuel Fangio gefahren wurde.